# فابیان ژیلو
فابیَن ژیلو (به انگلیسی: Fabien Gilot) (زادهٔ ۲۷ آوریل ۱۹۸۴) شناگر اهل فرانسه است.